# Bubopsis agrionoides
Bubopsis agrionoides is een insect uit de familie van de vlinderhaften (Ascalaphidae), die tot de orde netvleugeligen (Neuroptera) behoort. 
Bubopsis agrionoides is voor het eerst wetenschappelijk beschreven door Rambur in 1838.